# Maria Gawdzicka
Maria z Gawdzickich Radziwiłłowa (ur. w 1746, zm. 8 grudnia 1806 w Orońsku), córka Franciszka i Brygidy, żona Mikołaja Radziwiłła, córka kuchmistrza książąt Czartoryskich, siostra Feliksa Gawdzickiego, Józefa - proboszcza szydłowieckiego oraz Franciszki (żona Piotra Barszcza - Barss).
Maria i Mikołaj wzięli ślub 27 stycznia 1777 w Szydłowcu, po 13 latach znajomości. Maria prowadziła w Szydłowcu szeroką działalność charytatywną, przez co była szanowana i kochana przez mieszkańców. Niestety nie doczekała się potomstwa, które mogłoby się zaopiekować ich Szydłowcem. Maria zmarła 8 grudnia 1806 r. Pogrzeb Marii odbił się echem w całym Szydłowcu. Źródła podają, że w uroczystości czynnie wzięli udział nawet Żydzi, co pokazuje, przywiązanie mieszkańców do jej osoby. Maria i Mikołaj, już kilka stuleci spoczywają razem, pomimo początkowych trudności.
Pochowana jest w szydłowieckiej farze wraz z małżonkiem. Rzeźba nagrobna małżeństwa jest wykonana przez Jakuba Monaldiego. Xsiąże Mikołaj Radziwiłł z Małżonką swoją Maryją z Gawdzickich Radziwiłłową jako nierodzielni za życia tak nierozłączeni po śmierci w tym tu grobowcu spoczywają.